# Liste der Torschützenkönige des Baltic Cup
Die Liste der Torschützenkönige des Baltic Cup umfasst alle Torschützenkönige des seit 1928 ausgetragenen Fußballwettbewerbs. (Ausgenommen sind die Turniere 1940 bis 1991, als die Staaten zur Sowjetunion gehörten.) Gelistet werden die Torschützen mit den meisten Treffern je Turnier.

## Torschützenkönige
- Jahr: Nennt das Jahr, in dem der Spieler Torschützenkönig wurden.
- Spieler: Nennt den Spielernamen des Torschützenkönigs.
- Land: Nennt die Nationalität des Torschützenkönigs.
- Tore: Nennt die Anzahl der Tore, die der Spieler im jeweiligen Turnier erzielt hat.

| Jahr | Spieler                                             | Land               | Tore |
| ---- | --------------------------------------------------- | ------------------ | ---- |
| 1928 | Arnold Pihlak                                       | Estland            | 3    |
| 1929 | Eugen Einman, Eduard Ellman-Eelma / Voldemārs Plade | Estland / Lettland | 3    |
| 1930 | Ēriks Pētersons                                     | Lettland           | 4    |
| 1931 | Eduard Ellman-Eelma, Friedrich Karm                 | Estland            | 2    |
| 1932 | Alberts Šeibelis                                    | Lettland           | 2    |
| 1933 | Ēriks Pētersons                                     | Lettland           | 2    |
| 1935 | Antanas Lingis / Iļja Vestermans                    | Litauen / Lettland | 2    |
| 1936 | Alberts Šeibelis                                    | Lettland           | 2    |
| 1937 | Iļja Vestermans                                     | Lettland           | 3    |
| 1938 | Ralf Veidemann                                      | Estland            | 2    |
| 1992 | Virginijus Baltušnikas                              | Litauen            | 3    |
| 1993 | 5 Spieler jeweils ein Tor                           |                    | 1    |
| 1994 | Valdas Ivanauskas                                   | Litauen            | 2    |
| 1995 | 11 Spieler jeweils ein Tor                          |                    | 1    |
| 1996 | 7 Spieler jeweils ein Tor                           |                    | 1    |
| 1997 | 7 Spieler jeweils ein Tor                           |                    | 1    |
| 1998 | 5 Spieler jeweils ein Tor                           |                    | 1    |
| 2001 | Vladimirs Koļesņičenko, Marians Pahars              | Lettland           | 2    |
| 2003 | 9 Spieler jeweils ein Tor                           |                    | 1    |
| 2005 | Igoris Morinas                                      | Litauen            | 2    |
| 2008 | 4 Spieler jeweils ein Tor                           |                    | 1    |
| 2010 | Artūras Rimkevičius, Mantas Savėnas                 | Litauen            | 1    |
| 2012 | Edgars Gauračs                                      | Lettland           | 3    |
| 2014 | 4 Spieler jeweils ein Tor                           |                    | 1    |
| 2016 | Fiodor Černych                                      | Litauen            | 2    |
| 2018 | 5 Spieler jeweils ein Tor                           |                    | 1    |
| 2020 | Mattias Käit                                        | Estland            | 2    |
| 2022 | Sergei Zenjov                                       | Estland            | 2    |
| 2024 | 10 Spieler jeweils ein Tor                          |                    | 1    |